# Cooling Castle
Cooling Castle er en borg i Cooling ca. 10 km nord for Rochester i Kent i England.
John Cobham byggede slottet mellem 1381 og 1385 for at beskytte Themsen. Det blev bygget på kanten af et større moseområde, der i dag ligger omkring 3 km inde i landet.
Slottet var ejet af lollard-lederen John Oldcastle - der blev henrettet for sin tro, og blev brugt som model for Shakespeares Falstaff gennem hans ægteskab med Joan Oldcastell.
Under Wyatts oprør i 1554 blev slottet belejret af Thomas Wyatt den yngre, og borgherren Lord Cobham overgav sig efter kort tids modstand. Selv om han hævdede at have overgivet sig til overmagten, havde han tidligere sympatiseret med Wyatts sag, og han blev kortvarigt fængslet for sin rolle i sagen. Slottet led skade af kanonild under belejringen. Slottet blev aldrig repareret og blev ikke brugt særlig meget efter 1580'erne.
Det nuværende hus på stedet blev bygget i 1670 og er stadig i brug.
I 1990'erne blev ejendommen ejet af Rochesters brovogtere. Fra 2006 var ejeren musikeren Jools Holland. Hovedparten af slottet ligger i ruiner med et privat hus inden i. Portbygningen er stadig i god stand og kan ses fra vejen. Cooling Castles lade bliver hovedsageligt brugt til bryllupper og andre arrangementer.
Slottet kom på English Heritage liste over "Heritage at Risk" i 2009.